# Unity Line
La Unity Line è una compagnia di navigazione polacca, operativa nei collegamenti tra Polonia e Svezia.

## Storia
Fondata a Stettino nel 1994 dall'unione delle compagnie di navigazione polacche Żegluga Polska , Euroafrica Linie Żeglugowe e Polska Żegluga Bałtycka, opera nei collegamenti nel Mar Baltico con una flotta di 6 Traghetti Ro-Pax.
Nel 2021, dopo esser stata posta in liquidazione nel 2019, viene acquistata interamente dal gruppo polacco Polsteam.

## Flotta[3]
| Tipo   | Traghetto  | Stazza (t.s.l.) | Lunghezza (m) | Passeggeri | Capacità di carico    | Velocità in nodi | Anno di costruzione | Note | Immagine |
| ------ | ---------- | --------------- | ------------- | ---------- | --------------------- | ---------------- | ------------------- | ---- | -------- |
| Ro-Pax | Polonia    | 29.875          | 169,90        | 1000       | 2.200 m.l.            | 21               | 1995                |      |          |
| Ro-Pax | Gryf       | 18.653          | 158           | 120        | 1.800 m.l.            | 17,7             | 1991                |      |          |
| Ro-Pax | Galileusz  | 12.982          | 150,38        | 125        | 1.742 m.l.            | 19               | 1992                |      |          |
| Ro-Pax | Copernicus | 14.398          | 150,43        | 50         | 1.780 m.l.            | 19               | 1995                |      |          |
| Ro-Pax | Skania     | 23.663          | 173,70        | 1400       | 830 auto o 1.850 m.l. | 27,9             | 1995                |      |          |
| Ro-Pax | Epsilon    | 26.375          | 186,50        | 400        | 70 auto o 2.860       | 24               | 2011                |      |          |

## Flotta del passato
| Tipo   | Traghetto        | Stazza (t.s.l.) | Passeggeri | Capacità di carico | Anni di servizio per Unity Line | Stato attuale                                 | Immagine |
| ------ | ---------------- | --------------- | ---------- | ------------------ | ------------------------------- | --------------------------------------------- | -------- |
| Ro-Pax | Mikolaj Kopernik | 2.898           | 41         | 414 m.l.           | 1995-2008                       | Demolito ad Aliağa nel 2014 come Harput       |          |
| Ro-Pax | Jan Sniadecki    | 14.417          | /          | 560 m.l.           | 1995-2024                       | Attuale Thalassitis per Fleet Wave SA         |          |
| Ro-Pax | Kopernik         | 14.221          | 948        | 300                | 2007-2019                       | Attuale Smyrna di Levante per Levante Ferries |          |
| Ro-Pax | Wolin            | 22.874          | 364        | 1.800 m.l.         | 2007-2025                       | Attuale Golden Carrier per A-Ships Management |          |

## Flotta in costruzione
| Tipologia | Traghetto      | Stazza (t.s.l.) | Lunghezza | Larghezza | Capacità passeggeri | Metri lineari carico merci | Velocità in nodi | Cantiere                            | Consegna prevista | Note |
| --------- | -------------- | --------------- | --------- | --------- | ------------------- | -------------------------- | ---------------- | ----------------------------------- | ----------------- | ---- |
| Ro-Pax    | Jantar Unity   | 47.626          | 195,60    | 31,60     | 400                 | 4.100                      | 19               | Remontowa Shiprepair yard (Danzica) | 2025              |      |
| Ro-Pax    | Bursztyn Unity | 47.626          | 195,60    | 31,60     | 400                 | 4.100                      | 19               | Remontowa Shiprepair yard (Danzica) | 2026              |      |

## Rotte[4]
| Rotta                  | Traghetto                 | Durata | Frequenza        |
| ---------------------- | ------------------------- | ------ | ---------------- |
| Ystad-Świnoujście      | Skania/ Galileusz/Polonia | 7 ore  | Plurigiornaliera |
| Trelleborg-Świnoujście | Copernicus/Gryf/Epsilon   | 7 ore  | Plurigiornaliera |